# صوان ديرة
صوان ديرة منطقة أثرية تاريخية تقع بالقرب من واحة يبرين شرق المملكة العربية السعودية.

## الوصف
يقع الصوان على هضبة مرتفعة في منطقة أرضيتها حجرية ويبعد نحو 55 كم عن واحة صوان ديرة٬ وتبلغ مساحة الموقع نحو 44 كم مربع٬ وبجواره تلة تحوي خام مادة الصوان٬ وبعض الأدوات المصنعة٬ مثل: الفؤوس اليدوية٬ ونتيجة لطول مدة بقاء الأدوات الحجرية على السطح٬ فقد تعرضت تلك الأدوات إلى تأثير العوامل الجوية٬ كما وجدت أدوات تتميز بكبر حجمها ومن بينها المكاشط والأنصال الحجرية٬ كما عثر في الجهة الشمالية من الموقع على موقدين حجريين بنيا باستخدام الأحجار التي تم صفها بشكل منتظم.